# Floris van Dijck
Floris van Dijck (Delft, 1575 – Haarlem, 1651) è stato un pittore olandese di nature morte.

## Biografia
Floris van Dijck è originario di Haarlem. Si trasferisce per un periodo di tempo in Italia e, nel 1600, è a Roma. Durante tale soggiorno, instaura un'amicizia con il pittore Cavalier d'Arpino. Una volta ritornato nella terra natia, nel 1610 entra nella corporazione di San Luca.

## Galleria d'immagini

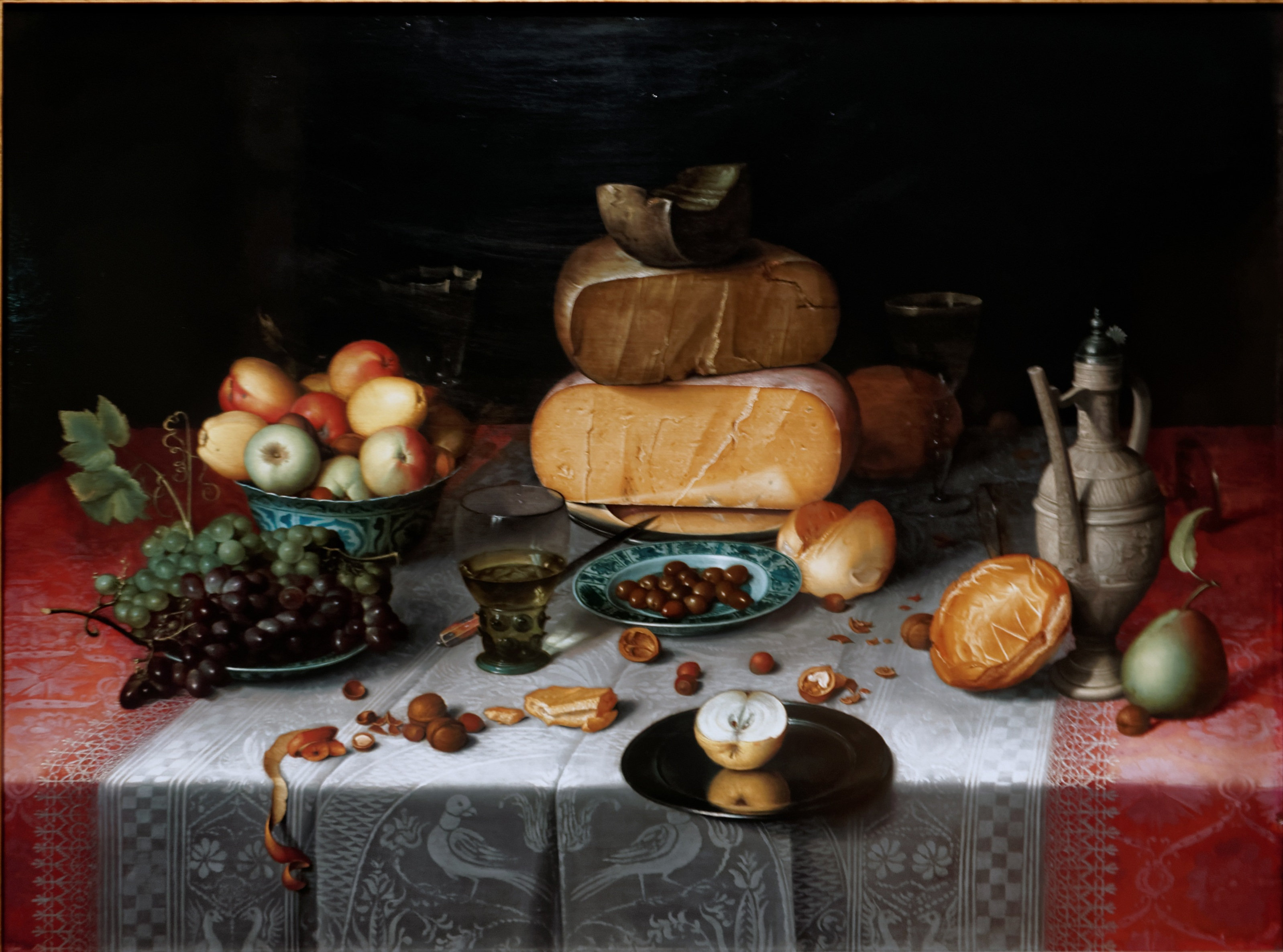
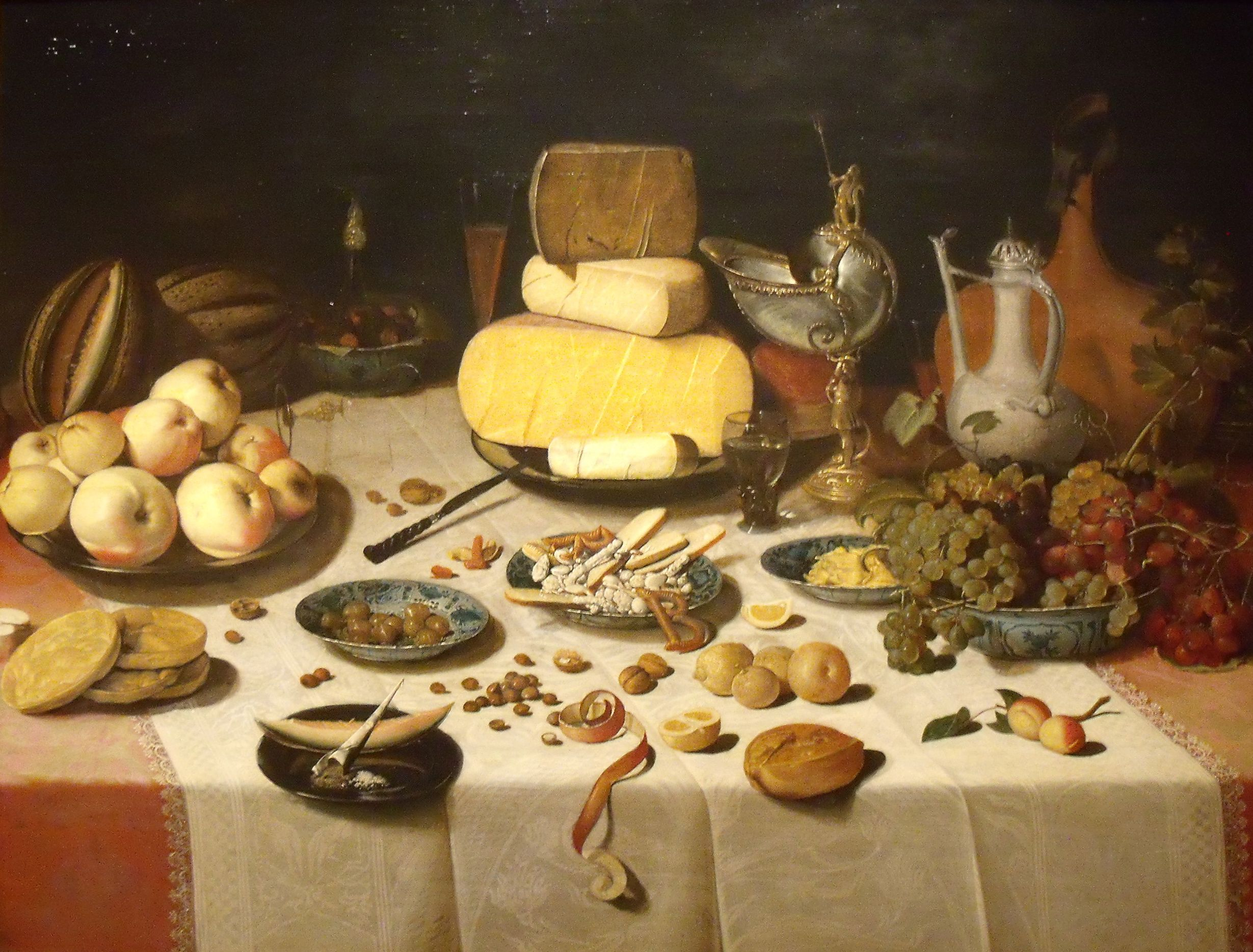
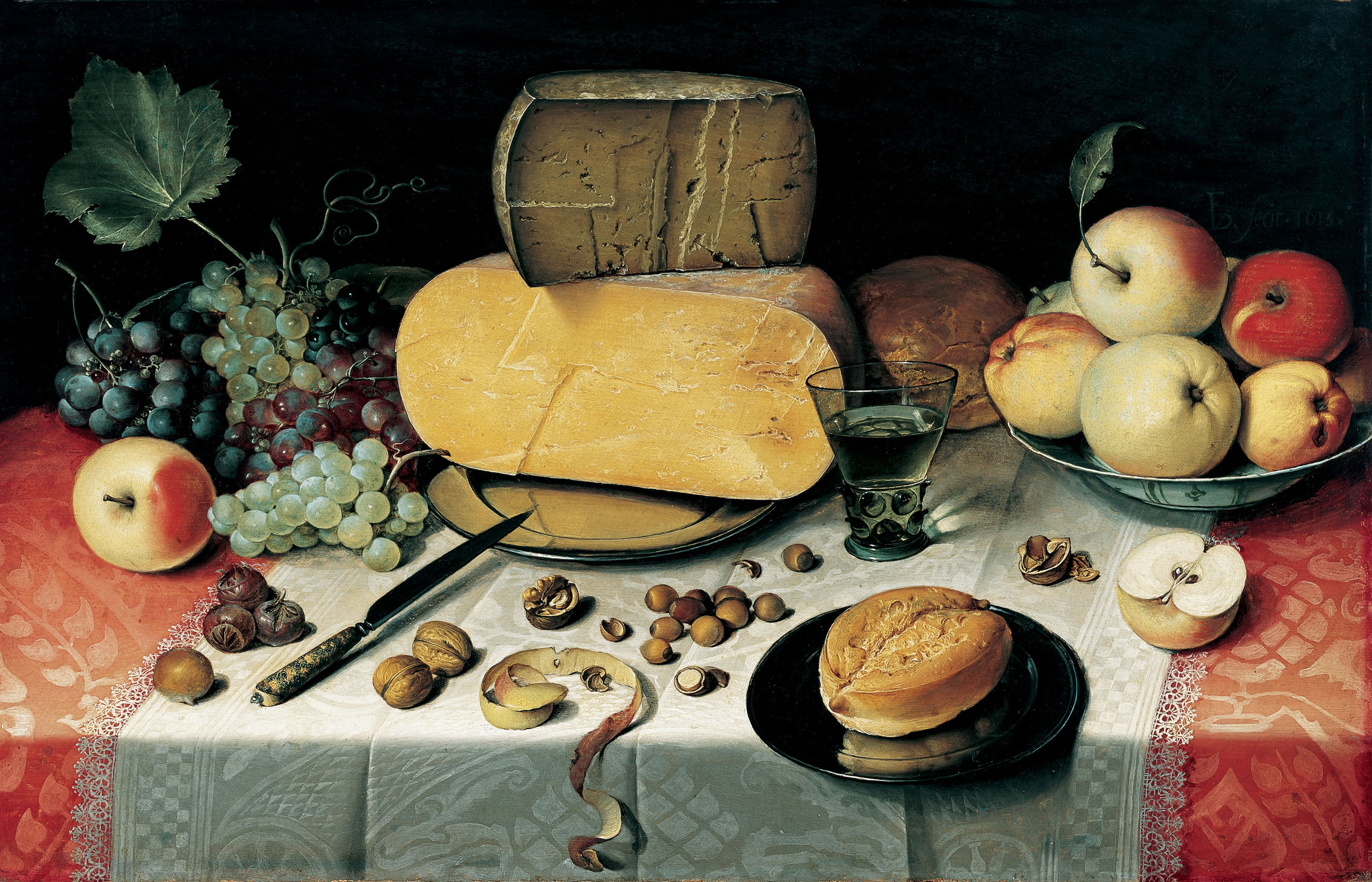